# 리쭝린 (배우)

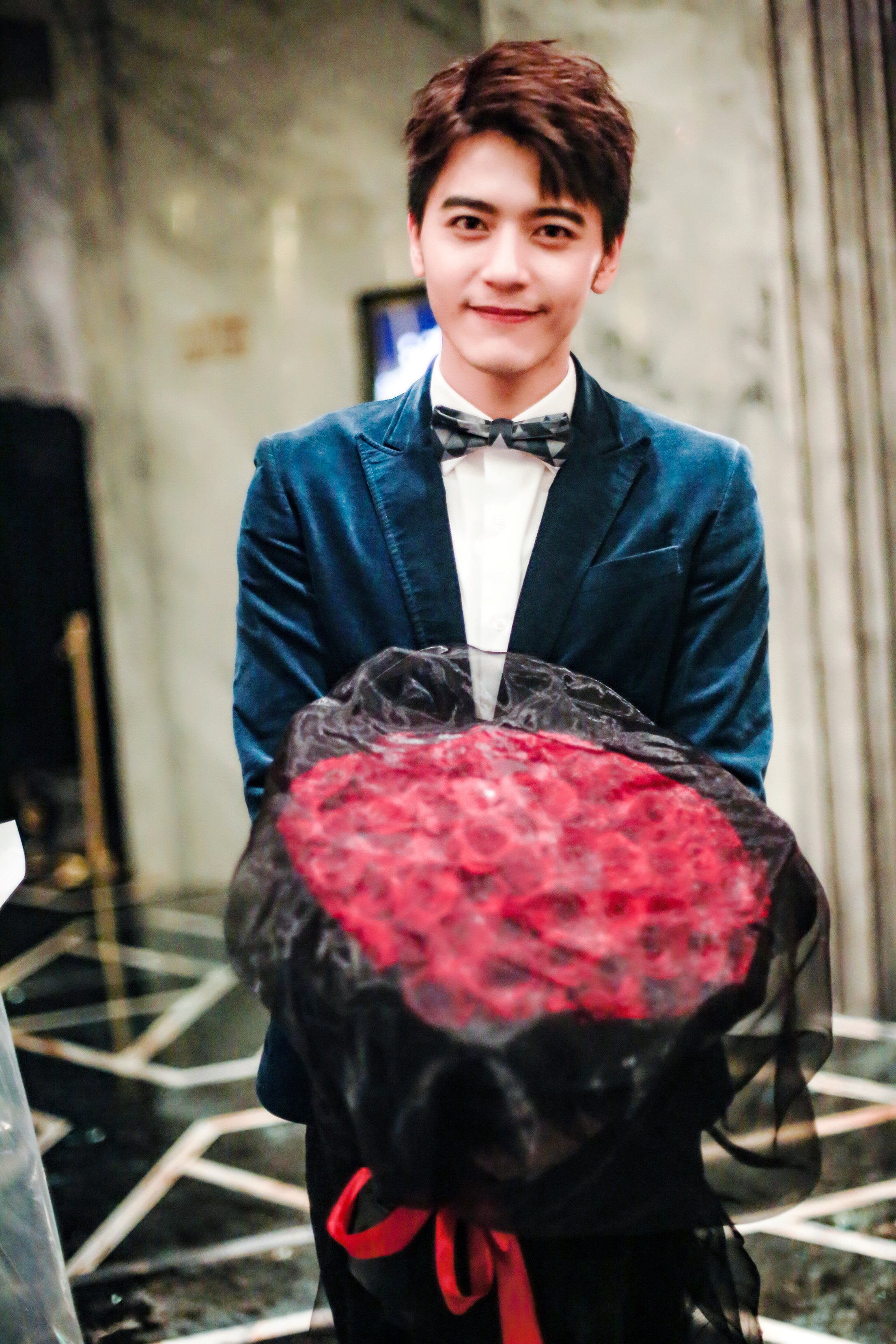

리쭝린(중국어 정체자: 李宗霖, 병음: Lǐ Zōnglín, 한자음: 이종림, 1993년 9월 20일 ~ )은 대만의 배우 및 가수이다.

## 방송
- 지승선사
- 101차고백
- 필취여인
- 외성유정인
- 일천개만안
- 봉수황